# Mentor (Kentucky)
Mentor – miasto w Stanach Zjednoczonych, w stanie Kentucky, w hrabstwie Campbell.